# Welcome to Wrexham
Welcome to Wrexham è un docu-reality sportivo statunitense, composto da quarantuno episodi divisi in tre stagioni (diciotto nella prima, quindici nella seconda, otto nella terza), pubblicato su FX il 24 agosto 2022.
La prima stagione del docu-reality segue l'acquisto della società calcistica gallese del Wrexham da parte degli attori Rob McElhenney e Ryan Reynolds nel 2021 e gli eventi del club durante la stagione 2021-22 di National League, conclusa con il secondo posto in campionato e con la finale di FA Trophy. La seconda stagione, distribuita nel settembre 2023, segue gli eventi della squadra nella stagione 2022-23, conclusa con il primo posto e la promozione in Football League Two. La terza stagione, distribuita a partire da giugno 2024, segue gli eventi della squadra nella stagione 2023-24, conclusa con il secondo posto e la promozione in Football League One, categoria dove il Wrexham mancava da vent'anni. 
Il docu-reality ha avuto un ottimo successo di critica, vincendo due premi ai Critics' Choice Television Awards e cinque premi ai Primetime Emmy Awards, e ha portato grande visibilità internazionale al club gallese.

## Episodi

### Prima stagione
| n° | Titolo originale                      |
| -- | ------------------------------------- |
| 1  | Dream                                 |
| 2  | Reality                               |
| 3  | Rebuilding                            |
| 4  | Home Opener                           |
| 5  | Fearless                              |
| 6  | Hamilton!                             |
| 7  | Wide World of Wales                   |
| 8  | Away We Go                            |
| 9  | Welcome Home                          |
| 10 | Hooligans                             |
| 11 | Sack the Gaffer                       |
| 12 | Wins and Losses                       |
| 13 | Bad Breaks / Worst Team in the League |
| 14 | A Hollywood Distraction               |
| 15 | Daggers                               |
| 16 | Hello Wembley                         |
| 17 | Wromance                              |
| 18 | Do or Die                             |

### Seconda stagione
| n° | Titolo originale        |
| -- | ----------------------- |
| 1  | Welcome Back to Wrexham |
| 2  | The Quiet Zone          |
| 3  | Nott Yet                |
| 4  | Shaun's Vacation        |
| 5  | First Losers            |
| 6  | Ballers                 |
| 7  | Giant Killers           |
| 8  | The Grind               |
| 9  | Glove Triangle          |
| 10 | Gresford                |
| 11 | Yn Codi                 |
| 12 | Hand of Foz             |
| 13 | Family Business         |
| 14 | Worst Case Scenario     |
| 15 | Up the Town?            |

### Terza stagione
| n° | Titolo originale   |
| -- | ------------------ |
| 1  | Welcome to the EFL |
| 2  | Goals              |
| 3  | Notts Again        |
| 4  | Risky Business     |
| 5  | Temporary          |
| 6  | Far Away, So Close |
| 7  | Proper Trouble     |
| 8  | Down to the Wire   |

### Quarta stagione
| n° | Titolo originale    |
| -- | ------------------- |
| 1  | All In?             |
| 2  | High Hopes          |
| 3  | Disney FC           |
| 4  | Built to Last       |
| 5  | Anything's Possible |
| 6  | Red Dragons         |
| 7  | Life or Death       |
| 8  | Do a Wrexham        |